# نیمه‌جان: فرار از شهر ۱۷
نیمه جان: فرار از شهر ۱۷(به انگلیسی: Half-Life: Escape from City 17) یک فیلم کوتاه دو قسمتی کانادایی است که توسط برادران پرچیس نوشته و کارگردانی شده است. این فیلم در جهان نیمه جان در هنگام رخدادهای نیمه جان ۲ و قسمت اول آن اتفاق می‌افتد. داستان درباره چهار نیروی مقاوتی و تلاش آن‌ها برای فرار از شهر ۱۷ است.